# Monk
Pour le film, voir Monk, le retour.
Pour les articles homonymes, voir Monk (homonymie).
Monk est une série télévisée américaine en 125 épisodes de 40 minutes, créée par Andy Breckman et diffusée entre le 12 juillet 2002 et le 4 décembre 2009 sur USA Network.
En France, la série a été diffusée du 22 mars 2003 au 18 avril 2010 sur TF1, elle est régulièrement rediffusée sur TMC (et l'était sur TV Breizh) ; au Québec à partir du 18 avril 2004 sur le réseau TVA puis sur la chaîne Mystère et enfin sur Prise 2 en 2022 ; en Suisse sur TSR 1 désormais RTS Un et en Belgique sur La Une et AB3.
La série détenait le record aux États-Unis de l'épisode de série télévisée le plus regardé de l'histoire de la télévision par câble de 2009 à 2012 (battu par The Walking Dead) avec son épisode final Monk s'en va - Partie 2, vu par 9,4 millions de téléspectateurs, dont 3,2 millions dans la tranche démographique des 18-49 ans.
En 2023, sort en streaming le film Monk, le retour (Mr. Monk's Last Case: A Monk Movie), avec le casting habituel de la série.

## Synopsis
Adrian Monk, détective privé consultant, collabore avec le capitaine Leland Stottlemeyer et le lieutenant Randy Disher de la police de San Francisco lors de leurs enquêtes les plus complexes. Atteint de manies, de troubles obsessionnels compulsifs (TOC) et autres phobies qui ont pour effet de surprendre, amuser ou agacer témoins, suspects et criminels, il ne peut enquêter sans la présence de son infirmière et assistante Sharona Fleming, tout en suivant une thérapie avec son psychiatre Charles Kroger. Enquêteur de génie, il repère les plus infimes détails pour comprendre le mode opératoire et le mobile des criminels.
Outre son attrait pour les affaires mystérieuses, Monk est désireux de réintégrer les forces de l'ordre et de résoudre l'affaire qui le fit sombrer dans la dépression et perdre sa place de détective à la police : la mort de sa femme, Trudy, victime d'un attentat à la bombe dans un parking le 14 décembre 1997, la seule affaire qu'il n'ait pas réussi à élucider.

## Distribution
| Détective               | Adrian Monk (Tony Shalhoub) 125 épisodes                                             | Adrian Monk (Tony Shalhoub) 125 épisodes                                             | Adrian Monk (Tony Shalhoub) 125 épisodes                                             | Adrian Monk (Tony Shalhoub) 125 épisodes                                             | Adrian Monk (Tony Shalhoub) 125 épisodes                                             | Adrian Monk (Tony Shalhoub) 125 épisodes                                             | Adrian Monk (Tony Shalhoub) 125 épisodes                                          | Adrian Monk (Tony Shalhoub) 125 épisodes                                          |                                                       |                                                       |                                                       |                                                       |
| Assistante              | Sharona Fleming (Bitty Schram) 39 épisodes                                           | Sharona Fleming (Bitty Schram) 39 épisodes                                           | Sharona Fleming (Bitty Schram) 39 épisodes                                           | Natalie Teeger (Traylor Howard) 87 épisodes                                          | Natalie Teeger (Traylor Howard) 87 épisodes                                          | Natalie Teeger (Traylor Howard) 87 épisodes                                          | Natalie Teeger (Traylor Howard) 87 épisodes                                       | Natalie Teeger (Traylor Howard) 87 épisodes                                       |                                                       |                                                       |                                                       |                                                       |
| Police de San Francisco | Capitaine Leland Stottlemeyer (Ted Levine) 118 épisodes                              | Capitaine Leland Stottlemeyer (Ted Levine) 118 épisodes                              | Capitaine Leland Stottlemeyer (Ted Levine) 118 épisodes                              | Capitaine Leland Stottlemeyer (Ted Levine) 118 épisodes                              | Capitaine Leland Stottlemeyer (Ted Levine) 118 épisodes                              | Capitaine Leland Stottlemeyer (Ted Levine) 118 épisodes                              | Capitaine Leland Stottlemeyer (Ted Levine) 118 épisodes                           | Capitaine Leland Stottlemeyer (Ted Levine) 118 épisodes                           |                                                       |                                                       |                                                       |                                                       |
| Police de San Francisco | Lieutenant Randy Disher (Jason Gray-Stanford) 121 épisodes                           |                                                                                      |                                                                                      |                                                                                      |                                                                                      |                                                                                      |                                                                                   |                                                                                   |                                                       |                                                       |                                                       |                                                       |
| Psychiatre              | Dr Charles Kroger (Stanley Kamel) 46 épisodes                                        | Dr Charles Kroger (Stanley Kamel) 46 épisodes                                        | Dr Charles Kroger (Stanley Kamel) 46 épisodes                                        | Dr Charles Kroger (Stanley Kamel) 46 épisodes                                        | Dr Charles Kroger (Stanley Kamel) 46 épisodes                                        | Dr Charles Kroger (Stanley Kamel) 46 épisodes                                        | Dr Neven Bell (Héctor Elizondo) 14 épisodes                                       | Dr Neven Bell (Héctor Elizondo) 14 épisodes                                       |                                                       |                                                       |                                                       |                                                       |
| Patient psychiatre      |                                                                                      |                                                                                      | Harold Krenshaw (Tim Bagley) 10 épisodes                                             | Harold Krenshaw (Tim Bagley) 10 épisodes                                             | Harold Krenshaw (Tim Bagley) 10 épisodes                                             | Harold Krenshaw (Tim Bagley) 10 épisodes                                             | Harold Krenshaw (Tim Bagley) 10 épisodes                                          | Harold Krenshaw (Tim Bagley) 10 épisodes                                          |                                                       |                                                       |                                                       |                                                       |
| Famille Monk            | Trudy Monk, femme décédée d'Adrian (Melora Hardin et Stellina Rusich) 14 épisodes    | Trudy Monk, femme décédée d'Adrian (Melora Hardin et Stellina Rusich) 14 épisodes    | Trudy Monk, femme décédée d'Adrian (Melora Hardin et Stellina Rusich) 14 épisodes    | Trudy Monk, femme décédée d'Adrian (Melora Hardin et Stellina Rusich) 14 épisodes    | Trudy Monk, femme décédée d'Adrian (Melora Hardin et Stellina Rusich) 14 épisodes    | Trudy Monk, femme décédée d'Adrian (Melora Hardin et Stellina Rusich) 14 épisodes    | Trudy Monk, femme décédée d'Adrian (Melora Hardin et Stellina Rusich) 14 épisodes | Trudy Monk, femme décédée d'Adrian (Melora Hardin et Stellina Rusich) 14 épisodes |                                                       |                                                       |                                                       |                                                       |
| Famille Monk            | Ambrose Monk, frère d'Adrian et demi-frère de Jack Jr (John Turturro) 3 épisodes     |                                                                                      |                                                                                      |                                                                                      |                                                                                      |                                                                                      |                                                                                   |                                                                                   |                                                       |                                                       |                                                       |                                                       |
| Famille Monk            |                                                                                      |                                                                                      |                                                                                      |                                                                                      | Jack Monk, père d'Adrian, d'Ambrose et Jack Jr (Dan Hedaya) 1 épisode                |                                                                                      | Jack Monk, Jr., demi-frère d'Adrian et d'Ambrose (Steve Zahn) 1 épisode           |                                                                                   |                                                       |                                                       |                                                       |                                                       |
| Famille Fleming         | Benjy Fleming, fils de Sharona (Kane Ritchotte et Max Morrow) 22 épisodes            | Benjy Fleming, fils de Sharona (Kane Ritchotte et Max Morrow) 22 épisodes            | Benjy Fleming, fils de Sharona (Kane Ritchotte et Max Morrow) 22 épisodes            |                                                                                      |                                                                                      |                                                                                      |                                                                                   |                                                                                   |                                                       |                                                       |                                                       |                                                       |
| Famille Fleming         | Gail Fleming, sœur de Sharona (Amy Sedaris) 2 épisodes                               |                                                                                      |                                                                                      |                                                                                      |                                                                                      |                                                                                      |                                                                                   |                                                                                   |                                                       |                                                       |                                                       |                                                       |
| Famille Teeger          |                                                                                      |                                                                                      |                                                                                      | Julie Teeger, fille de Natalie (Emmy Clarke) 25 épisodes                             | Julie Teeger, fille de Natalie (Emmy Clarke) 25 épisodes                             | Julie Teeger, fille de Natalie (Emmy Clarke) 25 épisodes                             | Julie Teeger, fille de Natalie (Emmy Clarke) 25 épisodes                          | Julie Teeger, fille de Natalie (Emmy Clarke) 25 épisodes                          |                                                       |                                                       |                                                       |                                                       |
| Famille Stottlemeyer    |                                                                                      | Karen Stottlemeyer, femme de Leland (Glenne Headly) 4 épisodes                       | Karen Stottlemeyer, femme de Leland (Glenne Headly) 4 épisodes                       | Karen Stottlemeyer, femme de Leland (Glenne Headly) 4 épisodes                       | Linda Fusco, petite-amie de Leland (Sharon Lawrence) 4 épisodes                      | Linda Fusco, petite-amie de Leland (Sharon Lawrence) 4 épisodes                      |                                                                                   | T.K Jensen, nouvelle femme de Leland (Virginia Madsen) 3 épisodes                 |                                                       |                                                       |                                                       |                                                       |
| Criminel                | Dale Biederbeck, dit « la Baleine » (Adam Arkin, Tim Curry et Ray Porter) 3 épisodes | Dale Biederbeck, dit « la Baleine » (Adam Arkin, Tim Curry et Ray Porter) 3 épisodes | Dale Biederbeck, dit « la Baleine » (Adam Arkin, Tim Curry et Ray Porter) 3 épisodes | Dale Biederbeck, dit « la Baleine » (Adam Arkin, Tim Curry et Ray Porter) 3 épisodes | Dale Biederbeck, dit « la Baleine » (Adam Arkin, Tim Curry et Ray Porter) 3 épisodes | Dale Biederbeck, dit « la Baleine » (Adam Arkin, Tim Curry et Ray Porter) 3 épisodes |                                                                                   |                                                                                   |                                                       |                                                       |                                                       |                                                       |
| Autres                  | Kevin Dorfman, voisin de Monk (Jarrad Paul) 7 épisodes                               | Kevin Dorfman, voisin de Monk (Jarrad Paul) 7 épisodes                               | Kevin Dorfman, voisin de Monk (Jarrad Paul) 7 épisodes                               | Kevin Dorfman, voisin de Monk (Jarrad Paul) 7 épisodes                               | Kevin Dorfman, voisin de Monk (Jarrad Paul) 7 épisodes                               | Kevin Dorfman, voisin de Monk (Jarrad Paul) 7 épisodes                               | Marci Maven, fan de Monk (Sarah Silverman) 3 épisodes                             | Marci Maven, fan de Monk (Sarah Silverman) 3 épisodes                             | Marci Maven, fan de Monk (Sarah Silverman) 3 épisodes | Marci Maven, fan de Monk (Sarah Silverman) 3 épisodes | Marci Maven, fan de Monk (Sarah Silverman) 3 épisodes | Marci Maven, fan de Monk (Sarah Silverman) 3 épisodes |

## Doublage
Voix françaises
- Adrian Monk : Michel Papineschi
- Sharona Fleming : Natacha Muller
- Natalie Teeger : Valérie Nosrée
- Leland Stottlemeyer : Érik Colin
- Randy Disher : Alexis Victor

- Julie Teeger : Kelly Marot
- Benjy Fleming : Thibault Minjollet
- Dr Charles Kroger : Julien Thomast
- Dr Neven Bell : François Jaubert
- Trudy Anne Monk : Cécile Musitelli
- Kevin Dorfman : Thierry Bourdon
- Harold Krenshaw : Christian Visine
- Ambrose Monk : Dominique Collignon-Maurin
- Jack Monk : Michel Modo
- Jack Monk, Jr. : Jérôme Pauwels
- Dale « The Whale (la Baleine) » Biederbeck : Bernard Métraux
- Karen Stottlemeyer : Élisabeth Fargeot
- Linda Fusco : Pascale Vital
- Trudy « T. K. » Jensen Stottlemeyer : Catherine Davenier

Version française
- Société de doublage : Mediadub International[2],[3]
- Direction artistique : Catherine Le Lann[3]
- Adaptation des dialogues : Gérard Baudry, Pascale Gatineau et Franco Quaglia[3]

 Source et légende : version française (VF) sur RS Doublage et Doublage Séries Database

## Personnages principaux
- Adrian Monk

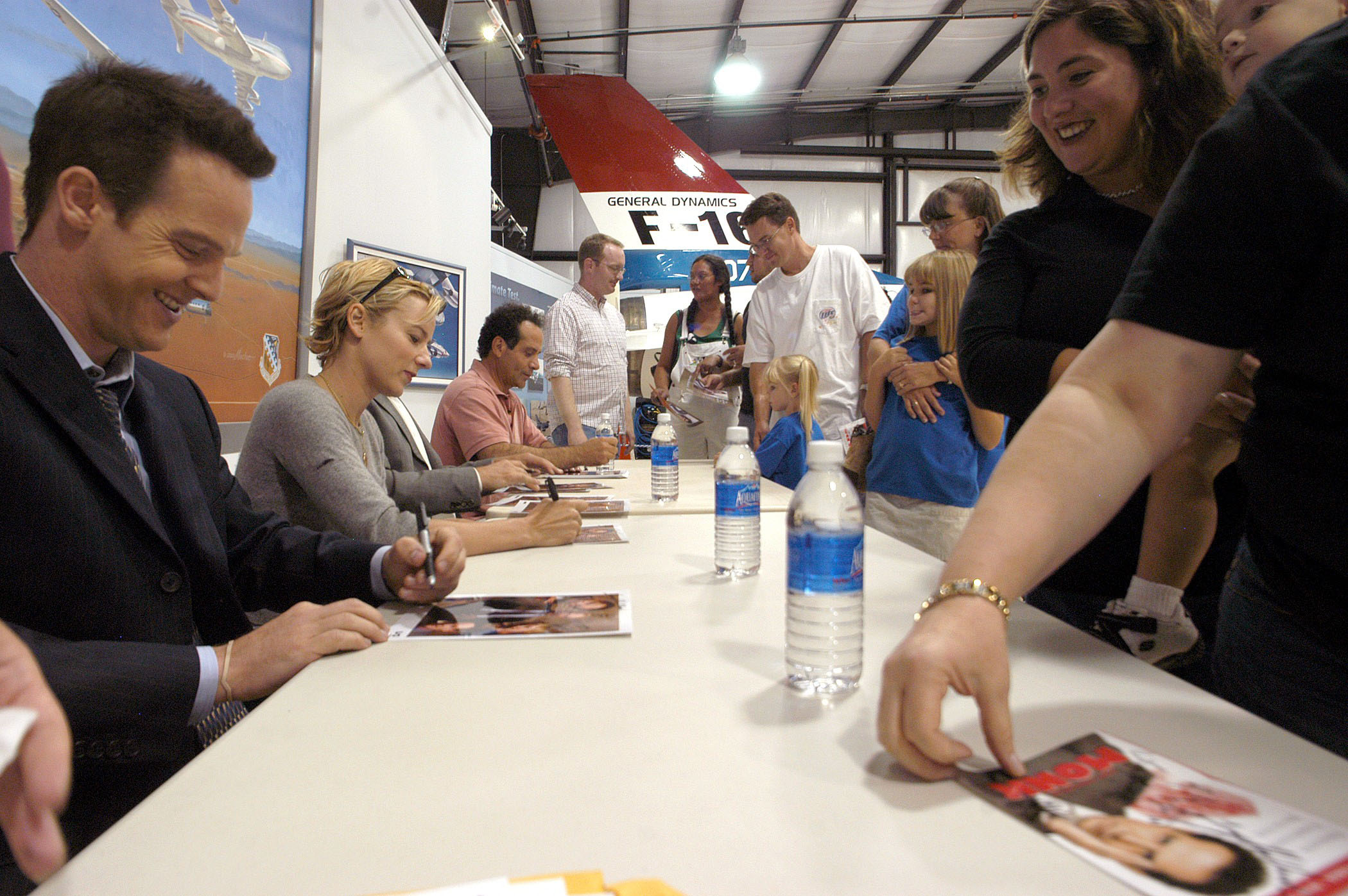
Jason Gray-Stanford, Traylor Howard et Tony Shalhoub (Monk) signant des autographes à lEdwards Air Force Base après le tournage de l'épisode Monk et l'astronaute.

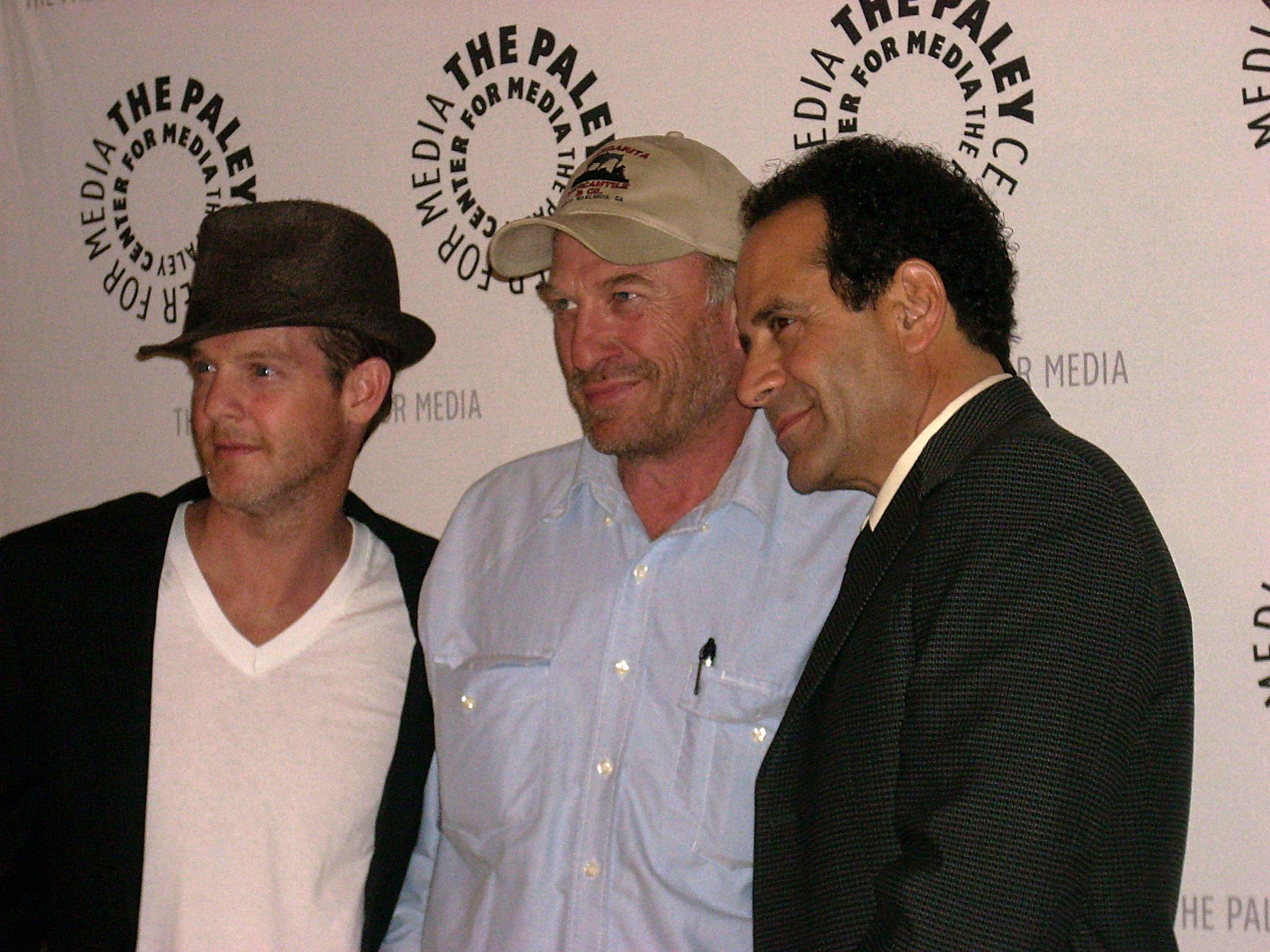
Jason Gray-Stanford, Ted Levine, Tony Shalhoub (Monk).

C'est un ancien policier devenu maintenant détective et consultant pour le Département de Police de San Francisco. Il souffre de troubles obsessionnels compulsifs et de diverses phobies, comprenant notamment la peur des microbes, de l'altitude, des serpents, du dentiste, de la foule, du lait et des abeilles. Ses troubles sont apparus dans son enfance à cause de sa mère qui refuse tout contact physique avec ses enfants, et le départ abrupt de son père, puis aggravés par le décès de Trudy. Son épouse Trudy a été assassinée en 1997, et sa mort reste pour lui un véritable mystère jusqu'aux derniers épisodes.
Il a une tendance à penser que personne ne peut avoir de problèmes pires que les siens. Il est en recherche constante de reconnaissance de son psychiatre. Avare, il rechigne et a tendance à oublier de payer ses assistantes. Il a un sens de l'observation exacerbé et une mémoire éidétique qu'il considère comme un don, une malédiction.
- Sharona Fleming

Elle est l'infirmière de Monk et son assistante. Agacée par les manies d'Adrien, elle essaye de son mieux de le forcer à affronter ses peurs, quitte à se montrer dure envers lui. Peu timide, elle prend souvent les devants lorsque la situation nécessite de l'urgence, quitte à paraître rustre et malpolie. Mère célibataire, elle élève seule son fils Benjy, après le départ de son ex-mari Trévor. Ses airs très avenants lui permettent d'aguicher tout type d'hommes séduisants, y compris des politiciens ou des acteurs célèbres qui pourraient sembler hors de portée. Elle renoue avec son ex-mari et part vivre avec lui dans le New Jersey au milieu de la troisième saison. Sa dernière intervention dans ce rôle a lieu dans l’épisode Monk pète les plombs (3.09). Cependant, elle revient en tant qu'invitée dans l’épisode Monk et Sharona (8.10) lors de l'ultime saison. On apprend à cette occasion qu'elle a de nouveau quitté son ex-mari et qu'elle est en couple avec le lieutenant Randy Disher.
- Natalie Teeger

Elle est la seconde assistante de Monk. Elle apparaît pour la première fois dans l'épisode Monk cherche une remplaçante (3.10). Elle le rencontre en tant que cliente, après avoir retrouvé un homme mort dans son salon. À l'issue de l'enquête, elle est engagée en tant qu'assistante, alors que Sharona vient de quitter le détective. Connaissant peu Monk, elle découvre peu à peu ses facettes contrairement à Sharona qui le connaît depuis plusieurs années au début de la série. Elle se montre moins dure envers Monk que Sharona pouvait l'être, alors qu'il la paye moins qu'il ne payait Sharona (930 dollars par semaine contre 950 pour Sharona, cf. l'épisode Monk et Sharona). Dans la version française, elle le vouvoie et l'appelle toujours « monsieur Monk » tandis que Sharona le tutoyait et l'appelait par son prénom. Bien que d'origine bourgeoise - ses parents possèdent l'empire financier bâti sur les dentifrices Davenport - elle préféra vivre une vie plus simple auprès de son mari Mitch Teeger, un militaire. À la suite du décès de ce dernier, elle élève seule sa fille Julie. Elle anticipe presque systématiquement les phobies de son patron, et Leland dit d'elle qu'« elle pourrait aller en enfer pour Monk ».
Le personnage de Natalie Teeger a été introduit au milieu de la troisième saison lorsque l'actrice Bitty Schram qui incarne Sharona Fleming, l'infirmière de Monk, a quitté la série à la suite d'un différend financier avec les producteurs. L'actrice qui lui succède, Traylor Howard, n'avait pas encore vu le programme et n’était pas intéressée, mais son manager l'a encouragée à passer une audition. Elle obtient finalement le rôle. Le cocréateur de la série Andy Breckman a rapidement pensé que son choix avait été bénéfique pour Monk : « Je serai toujours reconnaissant envers Traylor parce qu'elle est venue quand la série était en crise, et qu'elle l'a sauvée ».
- Capitaine Leland Stottlemeyer

Il est un officier du Département de Police de San Francisco. Ami de Monk depuis que celui-ci est entré dans la police, il est néanmoins à l'origine de sa révocation lorsque Monk s'était montré trop affecté par la mort de Trudy. Toujours prêt à tout pour faire réintégrer Monk, il ne manque toutefois pas de lui faire savoir s'il estime qu'il est prêt ou non à rejoindre les forces de l'ordre. C'est un homme chaleureux, quoiqu'un peu fruste. Connaissant Monk depuis longtemps, il anticipe également les difficultés auxquelles il peut faire face durant une enquête. Il est cependant fier, et s'il pense qu'il tient la bonne piste il écoute rarement au premier abord les intuitions de son ami. Très porté sur le travail, il a des difficultés dans sa famille, envers ses fils adolescents et sa femme Karen, reporter. Séparé, puis divorcé, il vit difficilement sa séparation, mais arrive à vivre deux histoires d'amour successives.
- Lieutenant Randy Disher

Il est l’assistant de Leland Stottlemeyer. C'est un policier dévoué mais totalement puéril. Très naïf, il propose fréquemment des théories insensées ou loufoques. Il a son propre groupe de rock, le Randy Disher Project. Il a de fortes attaches avec sa famille, notamment sa mère ou son oncle. Il semble éprouver des sentiments pour la première assistante de Monk, Sharona Fleming. Lorsque Sharona reviendra, on découvrira que depuis son retour tous les deux entretiennent une relation. Il quittera San Francisco pour le New Jersey et retrouvera Sharona avec qui il formera officiellement un couple. Il deviendra capitaine, à son tour.

### Personnages secondaires
- Julie Teeger

Elle est la fille adolescente de Natalie Teeger. Elle apparaît pour la première fois, comme sa mère, dans l’épisode Monk cherche une remplaçante (3.10). On découvre ses facettes alors qu'elle grandit : elle joue dans un club de basket-ball, s'essaie à une carrière de mannequin, puis de chanteuse, passe son permis... Elle adore Adrien et le considère comme un membre de sa famille à part entière.
- Benjy Fleming

Il est le fils de Sharona Fleming. Il est interprété par Max Morrow dans le premier épisode, puis par Kane Ritchotte dans le reste de la première saison et dans la deuxième saison. Sa dernière intervention a lieu dans l’épisode Monk et l'employée du mois (3.07), bien qu'il soit mentionné plusieurs fois dans la huitième et dernière saison dans l’épisode Monk et Sharona (8.10). Il adore Monk et lui fait confiance comme un père de substitution, bien qu'il ait tendance à s'en amuser comme s'il était un singe savant.
- Dr Charles Kroger

Il est le premier psychiatre d'Adrian Monk. Il le reçoit dans son cabinet une ou deux fois par semaine. Au cours de ses séances, il encourage régulièrement Monk, quitte à lui proposer des solutions médicales. Au fil des épisodes, il s'attache à Monk et verse même des larmes de joie pour lui dans Monk et sa femme (4.6). L'acteur Stanley Kamel est mort d'une crise cardiaque le 8 avril 2008, entre la sixième et la septième saison ; la même explication a été utilisée pour expliquer son départ de la série. Sa dernière apparition dans la série a lieu dans Monk fait du grand art ! (6.14).
- Dr Neven Bell

Il est le nouveau thérapeute d'Adrian Monk. Il apparaît pour la première fois dans Monk déménage (7.01). Son personnage est introduit en 2008, un an avant la fin de la série, pour remplacer le Dr Kroger après la mort de l'acteur Stanley Kamel.
- Trudy Anne Monk

Elle est l'épouse défunte de M. Monk. Son meurtre est l'affaire la plus complexe que Monk ait jamais eu à résoudre. Elle est interprétée par Stellina Rusich dans les deux premières saisons, puis par Melora Hardin pour le restant de la série. Lindy Newton joue Trudy dans les flashbacks à l'université, dans Monk, 25 ans après (5.06). Son meurtre a été résolu dans Mr. Monk s'en va - partie II, où on apprend également qu'elle a eu une fille. Dans l'épisode Monk et sa femme, une actrice se fait passer pour la femme de Monk en faisant croire qu'elle est toujours vivante, pour récupérer une mystérieuse clé. Elle mourra à la fin.
- Kevin Dorfman

Voisin du dessus de Monk, il est expert-comptable. Il apparaît pour la première fois dans Monk et le livreur de journaux (2.10), où il apparaît déjà comme un personnage bavard et psychorigide. Il fait ensuite son apparition à plusieurs reprises, dont Monk passe à la télé (3.8) où il assiste Monk durant son enquête, en l'absence de Sharona. Il aide également Adrian dans Monk fait des blagues pour tenir tête à un animateur de radio acide. Le personnage de Kevin apparaît généralement pour remplacer Sharona ou Natalie lorsque leurs actrices respectives sont moins disponibles. Devenu magicien, Dorfman est assassiné dans Abracadamonk (7.15).
- Harold Krenshaw

Patient lui aussi du docteur Kroger, il souffre également de troubles obsessionnels compulsifs. Harold et Adrian s'estiment rivaux, cherchant régulièrement à attirer l'attention du Dr Kroger. Si l'un a plus de rendez-vous de la semaine, offre des cadeaux ou semble recevoir plus d'attention du psychiatre, l'autre est immédiatement jaloux, de même que lorsque l'un ou l'autre semble faire des progrès immenses. Harold apparaît pour la première fois dans Sharona perd la tête (3.06). Dans l'épisode Monk en campagne (3.15) Harold et Natalie sont rivaux lorsqu'ils se présentent à l'élection des délégués des parents d'élève. En plus de TOC, Harold souffre également de paranoïa aiguë et de narcissisme dans l'épisode Monk change de psy (5.07) où lui et Adrien vont jusqu'au domicile du Dr Kroger, pour à la fois, le dissuader de démissionner et pour le surveiller. Plus tard, Harold essaye de découvrir l'identité du nouveau thérapeute de Monk (Dr Bell) et découvre son nom dans l’épisode Monk fait de la résistance (7.16) grâce à Natalie (involontairement). Dans l'épisode La Nouvelle Thérapie de Monk (8.08), Harold et Monk sont finalement devenus amis en surmontant la claustrophobie ensemble.
- Ambrose Monk

Frère d'Adrian Monk, ce personnage pourrait être inspiré de Mycroft Holmes, un frère plus futé de Sherlock Holmes. Agoraphobe, Ambrose vit dans la maison familiale. Adrian reconnaît que les talents de son frère sont largement supérieurs aux siens, mais qu'il limite leurs usages à rédiger des notices techniques dans plusieurs langues étrangères qu'il maîtrise. Ambrose apparaît pour la première fois dans Monk et les trois tartes (2.11). Adrian méprise son frère parce qu'il est agoraphobe, qu'il attend désespérément le retour de leur père depuis plus de trente ans, et parce qu'il ne l'avait pas soutenu lors la mort de Trudy. Ambrose révèlera par la suite que c’était parce qu'il se sentait coupable de la mort de Trudy : elle se trouvait dans le parking où la voiture a été piégée car il lui avait demandé d'aller acheter des médicaments pour lui. Ambrose réapparaît dans l'épisode Monk rentre à la maison (4.02).
- Jack Monk

Il est le père d'Adrian et d'Ambrose, qui a abandonné sa famille quand ils étaient jeunes (il était allé chercher de la nourriture chinoise et n'est jamais revenu). Dans Monk rentre à la maison (4.02) il laisse un message dans lequel il annonce qu'il va faire un passage éclair dans la maison familiale (où vit Ambrose), mais à cause d’évènements imprévus, les deux frères manquent de peu le rendez-vous. Dans Monk prend la route (5.09), il reprend contact avec Adrian et explique être devenu routier pour profiter de sa liberté. Il apparaît comme un homme un peu rustre, mais montre beaucoup de fierté face à ce que sont devenus ses fils. Il prétend que son fils, et demi-frère d'Adrian, Jack Jr., est un médecin réputé avant d'expliquer que ce dernier est un raté.
- Jack Monk, Jr.

Il est l'autre fils de Jack Monk et le demi-frère d'Adrian et Ambrose Monk. Il intervient dans Le Demi Monk (7.10) où il est accusé de meurtre après s'être échappé de prison et se réfugie chez le détective. Collant et maladroit, les liens du sang poussent Adrian à lui venir en aide.
- Dale « The Whale (la Baleine) » Biederbeck

Il est un financier véreux qui apparaît dans trois épisodes. Dans la première saison, il est interprété par Adam Arkin ; dans la deuxième saison par Tim Curry, et enfin dans la sixième saison par Ray Porter. Tous sont des personnages physiquement énormes. C'est un milliardaire qui a beaucoup de relations haut placées. Biederbeck est arrogant, brillant, et impitoyable. Adrian Monk explique que Biederbeck possède la moitié de la ville de San Francisco et qu'il a sûrement des actions sur l'autre moitié. Il tient son surnom de son obésité morbide (provoquée en mangeant avec excès, prétendument à cause de la mort de sa mère). Dans ses deux premières apparitions, il pèse environ 800 livres (360 kilos), et il ne peut pas quitter son lit. Lors de sa troisième apparition, dans l’épisode Monk en cavale (1re partie), il a perdu assez de poids pour pouvoir circuler dans un fauteuil roulant.
- Karen Stottlemeyer

Elle est l'épouse du capitaine Stottlemeyer au début de la série jusqu'à leur divorce dans Monk et le mari trompé (4.12). On apprend plus tard dans Mr. Monk is the Best Man (8.13) qu’elle est en fait sa deuxième épouse. C'est une réalisatrice de film spécialisée en documentaires. Elle apparaît pour la première fois dans Monk et le centenaire (2.05) et plus tard dans Monk et la femme du capitaine (2.14) (alors qu'elle a été heurtée par un fourgon), Monk est renvoyé (3.04), et Monk et le mari trompé (4.12).
- Linda Fusco

Elle est la compagne du capitaine Stottlemeyer dans la sixième saison. Elle apparaît pour la première fois dans Monk à son compte (5.05) et plus tard dans Monk et sa plus grande fan (6.01). Monk l'accuse de meurtre dans Monk, briseur de ménage ? (6.04) où il s'avère qu'il a raison et qu'elle a tué une personne de sang-froid avec un fusil.
- Trudy « T. K. » Jensen Stottlemeyer

Elle est l’amie du capitaine Stottlemeyer dans la huitième saison. Elle apparaît pour la première fois dans l’épisode Joyeux anniversaire, Monk ! (8.09). Après divers atermoiements, elle épouse Stottlemeyer dans Monk, le meilleur des témoins (8.13). Elle fait une brève apparition dans l’épisode final de la série, Monk s'en va - Partie 2 (8.16).
- Marci Maven

Cette jeune femme interprétée par Sarah Silverman deviendra une fan obsessionnelle d'Adrian Monk à la suite de l'épisode Monk fait du cinéma (2.12), mais changera d'avis lorsque sa première idole, Brad Terry, est incriminé. Elle le réquisitionne dans l'épisode Monk et sa plus grande fan (6.1) pour enquêter sur le meurtre de sa voisine. On découvrira alors qu'elle récupérait les affaires que Monk jetait dans ses poubelles, qu'elle met en roman les aventures du détective (créant parfois des fanfictions) et des dioramas. Finalement, une fois l'enquête résolue, elle lui rend toutes ses affaires car elle a jeté désormais son dévolu sur l'acteur F. Murray Abraham. Elle apparaît aussi dans l'épisode La 100e affaire de Monk (7.7) toujours dans son rôle de fan obsessionnelle, mais se résout à avouer que l'une des photos sur le mur est truquée (trucage photographique).
- L'actrice Brooke Adams

Épouse de Tony Shalhoub dans la vie, l'actrice américaine a joué dans cinq épisodes. Elle incarne Leigh Harrison, une hôtesse de l'air rendue folle par Adrien Monk dans Monk prend l'avion (1.13) elle réapparaît dans l'épisode La 100e affaire de Monk (7.7) où elle témoigne du calvaire qu'Adrien lui a fait subir. Elle revient dans le rôle d'Abigail Carlyle, la mère d'un violoniste dans Monk papa poule (3.16). Elle endosse le tenue de shérif dans Monk va à la ferme (5.14), en incarnant Margie Butterfield. Son cinquième et dernier rôle est celui d'Edith Capriani, une habitante de San Francisco qui appelle la police pour des problèmes avec son chat dans Monk reprend du service (8.14).

### Acteurs invités
Saison 1 :
- Michael Hogan : Warren StClaire (épisode 1)
- Gail O'Grady : Miranda StClaire (épisode 1) et Lovely Rita (saison 6, épisode 5)
- Dennis Boutsikaris : Dr. Morris Lancaster (épisode 6)
- Peter Onorati : Archie Modine (épisode 7)
- Polly Draper : Rita Bronwyn (épisode 10)
- Willie Nelson : lui-même (épisode 12)
- Jonathan Wilson : le promoteur (épisode 12)
- Jennifer Dale : Barbara Chabrol (épisode 13)
- Tim Daly : lui-même (épisode 13)

Saison 2 :
- David Rasche : le coach Patterson (épisode 1)
- Tony Plana : capitaine Alameda (épisode 2)
- Michael B. Silver : Lyle Turrow (épisode 3)
- Christopher Wiehl : Scott Gregorio (épisode 3)
- Lolita Davidovich : Natasha Lovara (épisode 4)
- Lola Glaudini : Ariana Dakkar (épisode 4)
- Steve Monroe : sergent Myers (épisode 4) et Chet Walsh (saison 7, épisode 13)
- Melissa George : Jenna Ryan (épisode 6)
- Gary Cole : Dexter Larson (épisode 8)
- Nicole DeHuff : Vicki Selenas (épisode 10)
- Leslie Jordan : l'employé de mairie (épisode 11)
- Billy Burke : Brad Terry (épisode 12)
- Pat Crawford Brown : Nana Parlo (épisode 13)
- Currie Graham : Harold Maloney (épisode 13)
- Geoff Pierson : Harry Bolston (épisode 14)
- Nestor Carbonell : Dalton Padron (épisode 15)
- Susan Kellerman : Maria Disher (épisode 15)
- Jane Lynch : Dr. Julie Waterford (épisode 15)
- Kathy Baker : Sylvia Fairbourn (épisode 16)
- Danny Trejo : Spyder Rudner (épisode 16)

Saison 3 :
- Frank Collison : Warrick Dennyson (épisode 1)
- Jeffrey Dean Morgan : Steven Leight (épisode 1)
- Mykelti Williamson : Walter Cage (épisode 1)
- Carmen Electra : Chloe Blackburn (épisode 2)
- Alicia Coppola : Michelle Rivas (épisode 3)
- Brennan Elliott : Paul Harley (épisode 4)
- Philip Baker Hall : Salvatore Lucarelli (épisode 5)
- Rick Hoffman : agent Colmes (épisode 5)
- Lochlyn Munro : Tony Lucarelli (épisode 5)
- Emma Caulfield : Meredith Preminger (épisode 6)
- Enrico Colantoni : Joe Christie (épisode 7)
- Bob Gunton : Dwight Ellison (épisode 8)
- Lisa Sheridan : Lizzie Talvo (épisode 8)
- Mark Sheppard : Chris Downey (épisode 11)
- Makoto Iwamatsu : Maître Zee (épisode 11)
- Les membres du groupe Korn : eux-mêmes (épisode 13)
- James Brolin : Daniel Thorn (épisode 14)

Saison 4 :
- Jason Alexander : Marty Eels (épisode 1)
- Dana Ivey : Mrs Eels (épisode 1)
- David Valcin : Reggie Dennison (épisode 3)
- Eddie McClintock : Warren Kemp (épisode 4)
- Paul Ben-Victor : Al Nicoletto (épisode 5)
- Jon Favreau : Oliver Bloom (épisode 5)
- Kevin Kilner : Jack Bollinger (épisode 6)
- Ashley Williams : Theresa Scott (épisode 7)
- Brett Cullen : James Duffy (épisode 8)
- Rachael Harris : Alice Westergren (épisode 9)
- Malcolm McDowell : Julian Hodge (épisode 10)
- Laurie Metcalf : Cora Little (épisode 11)
- Charles Napier : shérif Bates (épisode 11)
- Nicky Katt : Ryan Sharkey (épisode 12)
- DJ Qualls : Rufus (épisode 13)
- Brianna Brown : Joanne Raphelson (épisode 14)
- Jeffrey Donovan : Steve Wagner (épisode 14)
- Brooke Langton : Terri (épisode 15)
- Wings Hauser : Cobb (épisode 16)
- Benito Martinez : juré n° 7 (épisode 16)
- Emmanuelle Vaugier : Pat (épisode 16)

Saison 5 :
- Greg Grunberg : Jack Leverett (épisode 1)
- Stanley Tucci : David Ruskin (épisode 1)
- Susan Ward : Michelle Cullman (épisode 1)
- Alice Cooper : lui-même (épisode 2)
- David DeLuise : Larry Cutler (épisode 2)
- Chi McBride : Ray Nicholson (épisode 2)
- Silas Weir Mitchell : le gérant du magasin (épisode 2)
- Jennifer Lawrence : la mascotte des Cougars (épisode 3). Il s'agit de la première apparition sur écran de l'actrice.
- Samantha Smith : la coach Hayden (épisode 3)
- Drew Powell : Eddie Murdoch (épisode 4)
- Brian McNamara : Kyle Brooks (épisode 6)
- Cynthia Stevenson : Dianne Brooks (épisode 6)
- Gordon Clapp : Francis Merrigan (épisode 7)
- Dan Hedaya : Jack Monk (épisode 9)
- Brian Kerwin : Ben Glazer (épisode 9)
- Paul Blackthorne : Dr. Polanski (épisode 10)
- Stephen Bogardus : Derek Bronson (épisode 10)
- David Eigenberg : Tim Hayden (épisode 11)
- Sean Astin : Paul Buchanan (épisode 12)
- Steven Weber : Max Hudson (épisode 13)
- Danny Woodburn : Little Willie (épisode 13)
- Ricardo Chavira : Jimmy Belmont (épisode 14)
- Dan Butler : Dr. Davis Scott (épisode 16)

Saison 6 :
- Snoop Dogg : Murderuss (épisode 2)
- Diedrich Bader : Chance Singer (épisode 3)
- Alfred Molina : Peter Magneri (épisode 3)
- Christopher Cousins : le lieutenant Hendrix (épisode 4)
- Gail O'Grady : Lovely Rita (épisode 5) et Miranda StClaire (saison 1, épisode 1)
- David Koechner : Joey Krenshaw (épisode 7)
- Tim Kang : Mr Brenneman (épisode 9)
- John Hawkes (acteur) : Matthew Teeger (épisode 13)
- Peter Stormare : Petya Lovak (épisode 14)
- Scott Glenn : shérif Rollins (épisodes 15 et 16)

Saison 7 :
- Brad Garrett : Jake Phillips (épisode 1)
- Evan Peters : Eric Tavela (épisode 2)
- David Strathairn : Patrick Kloster (épisode 2)
- Jon Sklaroff : Iceman (épisode 4)
- Joanna Pacula : Leyla Zlatavich (épisode 6)
- Henry Czerny : Aaron Larkin (épisode 8)
- Dina Meyer : Sally Larkin (épisode 8)
- Richard Schiff : Dr. Lawrence Climan (épisode 8)
- Titus Welliver : Daniel Reese (épisode 10)
- Steve Zahn : Jack Monk Jr (épisode 10)
- Pamela Adlon : Sarah Longson (épisode 11)
- Bradley Whitford : Dean Berry (épisode 11)
- Steve Monroe : Chet Walsh (épisode 13) et sergent Myers (saison 2, épisode 4)
- Julie Bowen : Marilyn Brody (épisode 14)
- Noah Emmerich : Roderick Brody (épisode 14)
- Steve Valentine : Karl Torini (épisode 15)
- Jon Polito : George Gionopolis (épisode 16)

Saison 8 :
- Elizabeth Perkins : Christine Rapp (épisode 1)
- Adewale Akinnuoye-Agbaje : Samuel Waingaya (épisode 2)
- Henri Lubatti : le chef du restaurant (épisode 2)
- Gregory Sporleder : Kenneth Nichols (épisode 2)
- Daniel Stern (acteur) : shérif Fletcher (épisode 3)
- Reed Diamond : agent du FBI Stone (épisode 4)
- Jay Mohr : Harrison Powell (épisode 5)
- Dylan Baker : John Hannigan (épisode 6)
- Erin Cahill : Callie Esterhaus (épisode 6)
- Bernie Kopell : Gilson (épisode 6)
- Meat Loaf : le révérend Hadley Jorgensen (épisode 7)
- Claire Rankin : Angeline Dilworth (épisode 7)
- Amy Aquino : Rhonda (épisode 7)
- Joelle Carter : Barbara O'Keefe (épisode 8)
- Jack Betts : Cowboy Hank (épisode 9
- Jack Wagner : Perry Walsh (épisode 10)
- Chandra West : Carolyn Walsh (épisode 10)
- Wallace Langham : Steve DeWitt (épisode 11)
- Wade Williams : capitaine Frank Willis (épisode 12)
- Teri Polo : Stephanie Briggs (épisode 13)
- Mark Harelik : Mikel Alvanov (épisode 14)
- D. B. Woodside : Dr Matthew Shuler (épisode 15)
- Craig T. Nelson : Ethan Rickover (épisodes 15 et 16)

## Production

### Développement
Le producteur exécutif David Hoberman explique dans une interview qu'ABC a au départ conçu Monk comme une série policière avec un personnage du genre de l’inspecteur Clouseau souffrant du trouble obsessionnel compulsif. ABC voulait Michael Richards pour le rôle, mais ce dernier a décliné la proposition. Hoberman a fait venir Andy Breckman en tant que créateur. Ce dernier s'inspira de Sherlock Holmes, et créa le personnage de Sharona (sorte de docteur Watson) et le capitaine Stottlemeyer (sorte d’inspecteur Lestrade).

### Tournage
Bien que l'ensemble des épisodes se déroule dans la Région de la baie de San Francisco, les épisodes de Monk sont tournés ailleurs, excepté quelques scènes comportant les bornes limites de la ville. Le premier épisode a été tourné à Vancouver, en Colombie-Britannique, et les autres épisodes de la première saison ont été tournés à Toronto, Ontario. La majeure partie des épisodes de la deuxième saison jusqu'à la sixième saison ont été filmés à Los Angeles, Californie, y compris aux Ren-Mar Studios, pour les saisons 2 à 5 et aux studios de la Paramount Pictures, pour la sixième saison. Ceux-ci incluent l'appartement de Monk, le bureau de Stottlemeyer, le bureau de Dr Kroger et la maison de Natalie. La scène de bowling dans Monk et ses collègues se situe au "Shatto 39 Lanes", centre de loisirs à Los Angeles.

### Musique
Le générique de la série, composé par Jeff Beal, était initialement exclusivement instrumental. Dans un second temps, la chanson It's a Jungle out There, écrite et interprétée par Randy Newman, a été ajoutée (soulevant au passage quelques protestations d'admirateurs). Les paroles se réfèrent à la personnalité de Monk et à l'ambiance de la série. Snoop Dogg en fera une version rap à l'occasion de son apparition dans  Monk n'ose pas dire non.
Dans l'épisode Monk fait du cinéma (2.12) de la saison 2, Marci Raven, se plaint que le générique de sa série favorite a changé et qu'elle n'apprécie pas le nouveau. À la fin de l'épisode, Monk confie à Marci que si jamais une série TV devait un jour raconter ses aventures, il n'en changerait jamais le générique en cours de route, alors que le générique de la première saison clôture l'épisode.

### Diffusion
Bien qu'ABC soit à l’origine du projet, la série fut diffusée par sa filiale USA Network (maintenant possédée par NBC Universal). Monk était la première série produite par ABC Studio et diffusée sur USA Network à la place d'ABC. Bien qu’ABC ait, au départ, refusé Monk, elle a assuré des rediffusions de la série pendant l'été de 2002, et au printemps de 2004. Le 12 janvier 2006, USA Network a annoncé que Monk était l’une des séries les plus vues dans l'histoire du câble.
La cinquième saison fut diffusée à partir du 7 juillet 2006 à 21 h (heure de l'Est). Ceci marquant un changement significatif, puisqu'elle était jusqu'alors diffusée à 22 h. La moitié des 16 épisodes de Monk étaient diffusés en milieu d'année et le reste au début de l'année suivante, sauf pour la dernière saison, qui a été diffusée d'une traite d'août à décembre 2009.
Beaucoup de scènes de la quatrième saison ont été tournées à San Francisco, à Union Square et à Chinatown.
En 2018, Tony Shalhoub a fait savoir qu'il ne serait pas opposé à un retour de la série.
Dix ans après l'arrêt de la série, le 12 mai 2020, le producteur Seth MacFarlane a fait renaître la série avec un sketch de cinq minutes disponible sur YouTube intitulé Monk in quarantine (Monk en quarantaine en français). La vidéo met en scène Tony Shalhoub (Adrian Monk), Traylor Howard (Natalie Teeger), Ted Levine (Leland Stottlemeyer) et Jason Gray-Stanford (Randy Disher).
Depuis la vidéo Monk in quarantaine sortie en mai 2020, l'acteur Jason Gray-Stanford (Randy Disher), sur son compte Twitter, se montre de plus en plus optimiste au sujet d'un retour de la série, mais rien n'a encore été signé. Dans un de ses tweets, il a affirmé avoir besoin de l'aide des sociétés de production PeacockTV et NBC afin de relancer la série sous un grand format. Le 15 mars 2023, il est finalement annoncé qu'un film intitulé Monk, le retour (Mr. Monk's Last Case: A Monk Movie), avec le casting habituel de la série, est en préparation chez PeacockTV. Le film sort en streaming le 8 décembre de la même année.

## Épisodes
| Saison | Heure (HE) | # Ep. | Début de saison | Début de saison        | Fin de saison   | Fin de saison          | Année     | Audience (en millions) |
| Saison | Heure (HE) | # Ep. | Date            | Audience (en millions) | Date            | Audience (en millions) | Année     | Audience (en millions) |
| ------ | --- | ----- | --------------- | ---------------------- | --------------- | ---------------------- | --------- | ---------------------- |
| 1      | Vendredi 22 h (12 juillet 2002 – 17 mars 2006)                                                                                | 13    | 12 juillet 2002 | NC                     | 18 octobre 2002 | NC                     | 2002      | NC                     |
| 2      | Vendredi 22 h (12 juillet 2002 – 17 mars 2006)                                                                                | 16    | 20 juin 2003    | NC                     | 5 mars 2004     | NC                     | 2003–2004 | NC                     |
| 3      | Vendredi 22 h (12 juillet 2002 – 17 mars 2006)                                                                                | 16    | 18 juin 2004    | NC                     | 4 mars 2005     | NC                     | 2004–2005 | NC                     |
| 4      | Vendredi 22 h (12 juillet 2002 – 17 mars 2006)                                                                                | 16    | 8 juillet 2005  | NC                     | 17 mars 2006    | NC                     | 2005–2006 | NC                     |
| 5      | Vendredi 21 h (7 juillet 2006 – 25 août 2006) Vendredi 22 h (17 novembre 2006) Vendredi 21 h (22 décembre 2006 – 2 mars 2007) | 16    | 7 juillet 2006  | NC                     | 2 mars 2007     | NC                     | 2006–2007 | NC                     |
| 6      | Vendredi 22 h (13 juillet 2007 – 4 décembre 2009)                                                                             | 16    | 13 juillet 2007 | NC                     | 22 février 2008 | 6.88                   | 2007–2008 | 5.37                   |
| 7      | Vendredi 22 h (13 juillet 2007 – 4 décembre 2009)                                                                             | 16    | 18 juillet 2008 | NC                     | 20 février 2009 | NC                     | 2008–2009 | NC                     |
| 8      | Vendredi 22 h (13 juillet 2007 – 4 décembre 2009)                                                                             | 16    | 7 août 2009     | 5.14                   | 4 décembre 2009 | 9.44                   | 2009      | NC                     |

### Titres
En version originale, tous les titre des épisodes de la série (sauf un) commencent par : « Mr. Monk and... (suivi du nom d'une personne ou d'une chose, d'une activité ou d'un état) ». Par exemple : Mr. Monk and the Bad Girlfriend (Monk, briseur de ménage ?), Mr. Monk Goes to the Bank (Monk joue les vigiles),Mr. Monk Is On The Run (M. Monk est en fuite). Le seul épisode qui déroge à cette règle est Happy Birthday, Mr. Monk (Joyeux anniversaire, Monk !).
La plupart des épisodes en version française comportent également des titres sous cette forme. Tandis que la résolution d'un meurtre est l’intrigue principale pour la plupart des épisodes, il y a quelques épisodes dans lesquels Monk aide dans l'enquête d'autres crimes, tels qu’un kidnapping dans l’épisode de la deuxième saison Monk cherche mamie et dans l'épisode de la troisième saison Monk papa poule. Dans l’épisode la 100e enquête de Monk de la septième saison (cet épisode est aussi le 100e de la série), Monk résout sa centième affaire depuis la mort de son épouse, une étape importante dans sa carrière. Au contraire des autres séries policières, dans plusieurs épisodes, le public connaît l'identité du tueur au début de l'épisode.

### Synopsis
La plupart des épisodes de la série se déroulent de la façon suivante :
- Au début de certains épisodes (avant le générique), on voit comment le meurtrier a commis le meurtre, mais l’identité du meurtrier reste souvent inconnue du spectateur.
- Monk est impliqué dans l'affaire et mène son enquête. Grâce à son intuition, il trouve le meurtrier, mais il s’avère que ce dernier possède un alibi. Monk doit alors rechercher des preuves (souvent une erreur du tueur, comme oublier un détail insignifiant, mais qu'Adrian remarque tout de même) pour établir comment le meurtrier a commis le meurtre et pour quelle raison.

### L'expression«Voilà ce qui s'est passé»
La plupart des épisodes comportent une phrase en guise d'épilogue avec laquelle Monk explique comment le crime a été commis : il commence toujours son laïus par les mots « Voilà ce qui s'est passé » (Here's what happened). Ce passage prend place le plus souvent vers la fin de l'épisode. Certaines des révélations sont faites sur un mode peu commun : un discours à un ours (Mr. Monk fait du camping), une histoire pour s'endormir (Monk papa poule), un chant rituel dans un monastère (Monk et la fontaine miraculeuse) ou dans le cadre d'un rêve (Monk et le mort vivant). « Voilà ce qui s'est passé » peut aussi être dit par quelqu'un d'autre que Monk : par Natalie dans Monk joue les papas, par Sharona dans Monk va en prison, par le lieutenant Disher dans Monk à la ferme, ou bien être rappées par Snoop Dogg dans Monk n'ose pas dire non (6.02). Monk adolescent le dit aussi au cours d'un flashback dans l’épisode Monk et le petit Monk. On en voit un double, raconté à la fois par Monk et Randy en même temps mais chacun sur un fait différent, dans Monk se cache.
Un clin d'œil à cette expression de Monk a été fait dans la série Disney Channel Bonne chance Charlie, dans l'épisode 1.23 Vélo volé : Bob Duncan explique, à la façon d'Adrian Monk, comment le vélo de son fils a disparu.
Dans Monk à la barre (saison 8, épisode 5), cette expression figure durant la séquence pré-générique, Monk étant interrompu dans ses explications par un avocat qui veut inciter son client à ne rien dire.

### Phobies
Adrian Monk souffre de TOC et est affligé d'une longue liste de 312 phobies, certains courantes comme les hauteurs ou les serpents, mais également des phobies plus originales comme le lait, les mixeurs ou les nuages. Ces handicaps compliquent singulièrement son existence (ainsi que celle de son assistante) et perturbent notamment ses relations sociales. À côté de ces handicaps, et peut-être en conséquence de ces derniers, Monk a développé un sens suraigu de l'observation et dispose de facultés de déduction hors du commun qui lui permettent de retracer toute une histoire à partir d'un simple détail. Désespéré parfois d'avoir si souvent raison, il lui arrive de commenter son don par la phrase : « c'est un don ... et une malédiction ».
On apprend aussi que sa liste de phobies est numérotée : la 1 est la pire et la 312 est donc la moindre, ainsi il préfère grimper sur une table malgré sa peur des hauteurs mais pour s'éloigner d'un serpent, dont il a plus peur.
Bien que conscient de ses problèmes, Monk n'est pas tolérant envers ceux des autres : il se moque ouvertement de la peur de Sharona envers les éléphants, et méprise son frère Ambrose - avec qui il n'a pas eu de contact pendant sept ans - pour son agoraphobie et sa manie de ne rien jeter. De même, il est en conflit avec Harold, chacun jugeant qu'il a de plus gros problèmes et qu'ils méritent plus d'attention de la part de leur psychanalyste, le docteur Kroger. Mais lorsque Harold fait de meilleurs progrès et se défait de ses manies, Adrian n'en est que plus jaloux.
En plus de ses manies, Monk est avare, oubliant régulièrement de payer Sharona ou Natalie, tout en ayant peur de demander une augmentation de ses tarifs.
Son frère Ambrose est également atteint de phobies (peur des gens, agoraphobie...) et possède un don inné pour les enquêtes, tout comme Adrian.

### Parallèle avec Sherlock Holmes
Sherlock Holmes possède plusieurs caractéristiques qui se retrouvent chez Monk :
- Holmes et Monk partagent de grandes capacités de déduction qui, après la première phase d'observation des indices, leur permettent de dénouer les affaires criminelles les plus complexes.

- Les deux détectives sont accompagnés dans leurs investigations par un collaborateur qui est aussi leur ami : le docteur Watson (pour Holmes) et Sharona Fleming puis Natalie Teeger (pour Monk). Qui plus est, Sharona est infirmière tandis que Watson est médecin.

- Lors de leurs enquêtes, ils sont en relation avec la police et en concurrence avec des inspecteurs qui, après une phase de scepticisme, finissent toujours par se ranger à leur avis : il s'agit de l'inspecteur Lestrade (pour Holmes) et du capitaine Stottlemeyer (pour Monk). À noter que si l'on prend les deux premières lettres des noms de LEland STottlemeyer et RAndy DEacon (son nom dans l'épisode pilote, avant de devenir Disher) on obtient LESTRADE.

- Les deux détectives partagent des troubles qui conduisent Holmes à se droguer à la cocaïne et Monk à être victime de très nombreux TOC et phobies.

- Holmes et Monk ont une famille réduite à un frère : Mycroft Holmes et Ambrose Monk qui ont tous deux des capacités de déduction meilleures que celles de leur frère.

- Les deux détectives pratiquent ou ont pratiqué un sport où ils excellent, Monk a pratiqué l'athlétisme dans sa jeunesse et était un très bon coureur, alors que Holmes a pratiqué l'escrime et la boxe.

- Tous les deux ont, pour ennemis jurés, des génies et des caïds du crime, Holmes a le professeur Moriarty, surnommé "Napoléon du crime" comme Monk a Dale Biederbeck, le "Gengis Khan de la finance". Tous deux emploient des hommes de mains pour accomplir leurs méfaits.

- Le second psychiatre de Monk, à compter de la saison 7, s'appelle le docteur Bell. Dans une interview réalisée en 1928, Sir Arthur Conan Doyle indique avoir eu à l'université un professeur qui s'appelait Bell[12] ; cette interview se trouve en bonus sur le blu-ray Le Chien des Baskerville avec Peter Cushing. L'on notera par ailleurs que plus tard, dans la série Elementary, le lieutenant de police avec qui Sherlock Holmes travaille se nomme également Bell.

- Monk est capable, dans l'épisode Monk va à New-York, de reconnaître un suspect uniquement en regardant son oreille, ce qui est le cas aussi de Sherlock Holmes dans l'adaptation cinématographique La Clef (Dressed to kill, 1946) avec Basil Rathbone.

- Dans le film Monk, le retour (Mr. Monk's Last Case: A Monk Movie, 2023), Natalie offre à Monk un chien adopté qui répond au nom de Watson.

### Fin de la série
Après une histoire audimatique mouvementée, le dernier épisode de la série, diffusé le 4 décembre 2009 aux États-Unis, a été suivi par 9,44 millions de téléspectateurs, ce qui en fait l'épisode le plus regardé de la série et constitue un record sur le câble gratuit américain.

### Monk Webisodes
En 2007, sept capsules vidéo de deux minutes maximum sont diffusées sur internet par la chaîne USA Network. Elles mettent en scène Adrian Monk dans diverses situations : chez son psychiatre, devant un ordinateur, lors d'une prise de sang, dans une salle de sport, pendant une séance de dédicace, à une fête et au moment du dîner.

### Little Monk
Avant la diffusion de la dernière saison de la série, USA Network a commandé dix webisodes mettant en scène Adrian Monk et son frère Ambrose lorsqu'ils étaient au collège. Ces épisodes n'ont jamais été diffusés à la télévision mais uniquement sur le web et sont disponibles sur le DVD Best of Monk (édition américaine uniquement).

### Cinéma
- Tony Shalhoub a déclaré dans une interview à TV Guide la possibilité d'un long-métrage, probablement après la fin de la série. Le 17 février 2012, Andy Breckman annonce avoir terminé l'écriture d'un scénario pour un téléfilm qui serait intitulé Mr. Monk For Mayor. Breckman déclare que le tournage débuterait en été 2012 en Californie pour sortir en décembre 2012. Breckman a aussi déclaré qu'il espérait produire une autre suite[15]. Le projet a été abandonné pour des raisons budgétaires[16]. Le 8 avril 2020, Jason Gray Stanford a publié un tweet dans lequel il déclare que les producteurs et acteurs souhaitaient tourner ce téléfilm et que cette décision de l'annuler a été prise contre leur gré.

- Les allusions au cinéma d'Alfred Hitchcock sont nombreuses. Ainsi, des personnages sortent d'un cinéma où ont été projetés L'Homme qui en savait trop et Psychose dans Monk et le braqueur milliardaire, films qui apparaissent aussi sur une affiche dans l'épisode Monk et le douzième homme. De plus, la mère momifiée dans Psychose apparaît dans Monk et le tueur de Julie.

- Le cinéma de Fritz Lang est également présent, ne serait-ce que parce que la femme de Monk a été tuée dans une voiture piégée, comme la femme de Dave Bannion, policier incarné par Glenn Ford dans Règlement de comptes (The Big Heat, 1953).

La séquence pré-générique de M. Monk et le critique rappelle un peu La Cinquième Victime de Fritz Lang.
Plusieurs allusions peuvent aussi être trouvées au film Espions sur la Tamise de Fritz Lang :
1. Le gâteau que gagne Ray Milland au début du film et qui contient un petit objet convoité se retrouve dans M. Monk et les trois tartes ;
2. Le morceau de crosse de revolver cassé de couleur blanche retrouvé enterré se retrouve dans M. Monk a tué le père Noël ;
3. Le miroir qui reflète les personnages et qui constitue un symbole important dans le film de Lang se retrouve dans M. Monk et son ennemi d'enfance ;
4. La voyante est présente dans M. Monk n'est pas dupe ;
5. Le faux aveugle meurtrier se retrouve dans M. Monk est dans l'impasse avec Willy Nelson ;
6. Le détective privé miteux et sans cause que va consulter Ray Milland anticipe le personnage de Marty dans Monk a un rival.

Par ailleurs, Monk dit dans l'épisode Le demi-Monk, que L'homme qui rétrécit de Jack Arnold est l'un des films préférés de son père.

## Produits dérivés

### Bande originale
La bande originale de la série comporte des musiques originales composées par Jeff Beal. La chanson It's a Jungle Out There est chantée par Randy Newman.

### Film
En 2023, sort Monk, le retour (Mr. Monk's Last Case: A Monk Movie) de Randy Zisk, reprenant le casting original de la série.

### Podcast
Un podcast audio intitulé Lunch at Monk est disponible pour le téléchargement par le site Web de USA Network. Dans le podcast, le casting et les membres d'équipage de la série sont interviewés pendant le déjeuner.

### Épisode spécial
Sur YouTube, un mini-épisode intitulé Monk en quarantaine (mais exclusivement en VO) a été posté : Adrien se lave les mains encore et encore, lave ses fruits au lave-vaisselle, et discute via Skype (en se tenant à 1 ou 2 mètres de son ordinateur pour raison de distanciation sociale) avec Natalie, Randy et Leyland.

### Roman
Lee Goldberg a amorcé la publication de romans basés sur la série télévisée originale en 2006, pendant la diffusion de la quatrième saison. Tous les romans sont racontés par Natalie Teeger, la seconde assistante de Monk. Pour la plupart, les romans restent fidèles à la série télévisée, avec une légère discontinuité. Au moins deux des romans servaient de base aux épisodes de la série : Mr. Monk Goes to the Firehouse, le premier roman, servait de base à l'épisode Monk à tâtons de la cinquième saison. Le troisième roman, Mr. Monk and the Blue Flu, servait de base à l'épisode Monk reprend du service (Mr. Monk and the Badge) de la huitième saison.
| Titre                           | ISBN                 | Publié le         | Note |
| ------------------------------- | -------------------- | ----------------- | --- |
| Mr. Monk Goes to the Firehouse  | (ISBN 0-451-21729-2) | 3 janvier 2006    | Adapté plus tard dans l’épisode Monk à tâtons de la cinquième saison.                                          |
| Mr. Monk Goes to Hawaii         | (ISBN 0-451-21900-7) | 5 juillet 2006    | |
| Mr. Monk and the Blue Flu       | (ISBN 0-451-22013-7) | 2 janvier 2007    | Adapté plus tard dans l'épisode Mr. Monk and the Badge de la huitième saison.                                  |
| Mr. Monk and the Two Assistants | (ISBN 0-451-22097-8) | 3 juillet 2007    | Le retour de Sharona Fleming contrarie son retour dans la huitième saison dans l’épisode Mr. Monk and Sharona. |
| Mr. Monk in Outer Space         | (ISBN 0-451-22098-6) | 30 octobre 2007   | |
| Mr. Monk Goes to Germany        | (ISBN 0-451-22099-4) | 1er juillet 2008  | |
| Mr. Monk is Miserable           | (ISBN 0-451-22515-5) | 5 juillet 2008    | |
| Mr. Monk and the Dirty Cop      | (ISBN 0-451-22698-4) | 7 juillet 2009    | |
| Mr. Monk in Trouble             | (ISBN 0-451-22905-3) | 1er décembre 2009 | |
| Mr. Monk is Cleaned Out         | (ISBN 0-451-23009-4) | 6 juillet 2010    | |
| Mr. Monk On the Road            | (ISBN 0-451-23211-9) | 4 janvier 2011    | |
| Mr. Monk On the Couch           | (ISBN 0-451-23386-7) | 7 juin 2011       | |
| Mr. Monk on Patrol              | (ISBN 0-451-23664-5) | 3 janvier 2012    | |
| Mr. Monk is a Mess              | (ISBN 0-451-23687-4) | 5 juin 2012       | Suite de Mr. Monk on Patrol                                                                                    |

### DVD
- Monk - Saison 1 (22 janvier 2005) (ASIN B000U53TNA)
  - 13 épisodes
  - Bonus : Les origines de la série, Monk et ses TOC, Reportage sur le syndrome OC, Tony Shalhoub vu par l'équipe de Monk et Les personnages de la série.
  - 4 DVD / Éditeur : Universal / Langues et ST : français et anglais / Tous publics / Format : 4/3 / Couleur / Durée : 780 minutes
- Monk - Saison 2 (20 septembre 2005) (ASIN B0009X1UW0)
  - 16 épisodes
  - Bonus : Dans la tête de Monk, Portrait des personnages de la série et Bandes-annonces.
  - 4 DVD / Éditeur : Universal / Langues : Français, Anglais, Allemand / ST : français, anglais, allemand, Néerlandais / Tous publics / Format : 4/3 / Couleur / Durée : 980 minutes.
- Monk - Saison 3 (6 décembre 2005) (ASIN B000U57XCI)
  - 16 épisodes
  - Bonus : Les acteurs et l'équipe de tournage parlent de leurs épisodes préférés, Le profil de Monk : Entretien avec Tony Shalhoub, Une vie avant Monk : Les histoires officielles de Monk, Stottlemeyer et Disher, Le profil de Natalie Teeger : Entretien avec Traylor Howard et Les toc et phobies de Monk comme vous ne les avez encore jamais vu.
  - 4 DVD / Éditeur : Universal / Langues : français, anglais, allemand / ST : français, anglais, allemand, néerlandais / Tous publics / Format : 4/3 / Couleur / Durée : 960 minutes.
- Monk - Saison 4 (1er février 2007) (ASIN B000KIX6YE)
  - 16 épisodes
  - Bonus : Le processus d'écriture de Monk et John Perkins : détective consultant et Tournage de Monk et le mari trompé.
  - 4 DVD / Éditeur : Universal / Langues : français, anglais, allemand / ST : français, anglais, allemand, néerlandais / Tous publics / Format : 4/3 / Couleur / Durée : 730 minutes.
- Monk - Saison 5 (25 septembre 2007) (ASIN B000VT6M5M)
  - 16 épisodes
  - Bonus : Aucun.
  - 4 DVD / Éditeur : Universal / Langues : français, anglais, allemand / ST : français, anglais, allemand, néerlandais / Tous publics / Format : 16/9 / Couleur / Durée : 657 minutes.
- Monk - Saison 6 (2 décembre 2008)
  - 16 épisodes
  - Bonus: aucun
- Monk - Saison 7 (27 octobre 2009)
  - 16 épisodes
  - 4 DVD / Éditeur : Universal
  - Bonus: aucun
- Monk - Saison 8 (25 mai 2010)
  - 16 épisodes
  - 4 DVD / Éditeur : Universal
  - Bonus: aucun

## Récompenses et nominations

### Récompenses
Emmy Awards
- Meilleur acteur dans une série comique pour Tony Shalhoub (2003)
- Meilleur thème musical de générique pour Jeff Beal (2003)
- Meilleur acteur dans une série comique pour Tony Shalhoub (2005)
- Meilleur acteur dans une série comique pour Tony Shalhoub (2007)
- Outstanding Main Title Theme Music Randy Newman (2004)
- Meilleur acteur invité dans une série comique pour John Turturro (2004)
- Meilleur acteur invité dans une série comique pour Stanley Tucci (2007)
- Outstanding Original Music and Lyrics Randy Newman (2010)

Golden Globes
- Meilleur acteur dans une série comique pour Tony Shalhoub (2003)

Screen Actors Guild
- Outstanding Performance by a Male Actor in a Comedy Series pour Tony Shalhoub (2004, 2005)

### Nominations
Emmy Awards
- Meilleur acteur dans une série comique pour Tony Shalhoub (2003–2010) 8 nominations
- Outstanding Casting for a Comedy Series pour Anya Colloff, Amy McIntyre Britt, Meg Liberman, Camille H. Patton, Sandi Logan, Lonnie Hamerman (2004)
- Outstanding Directing for a Comedy Series pour "Monk pête les plombs" de Randall Zisk (2005)
- Meilleur acteur invité dans une série comique pour Laurie Metcalf (2006)
- Meilleur acteur invité dans une série comique pour Sarah Silverman (2008)
- Meilleur acteur invité dans une série comique pour Gena Rowlands (2009)

Golden Globe Awards
- Best Television Series – Musical or Comedy (2004)
- Best Performance by an Actor in a Television Series – Musical or Comedy Tony Shalhoub (2003–2005, 2007, 2009) 5 nominations
- Best Performance by an Actress in a Television Series – Musical or Comedy Bitty Schram (2004)

Screen Actors Guild
- Outstanding Performance by a Male Actor in a Comedy Series pour Tony Shalhoub (2003–2005, 2007–2010) 7 nominations

## Diffusion internationale
| Pays               | Chaîne de télévision | Date                                                        | Autre titre/traduction                                                            |
| ------------------ | --- | ----------------------------------------------------------- | --------------------------------------------------------------------------------- |
| Afrique du Sud     | SABC 2 |                                                             |                                                                                   |
| Albanie            | Radio Televizioni Shqiptar |                                                             |                                                                                   |
| Allemagne          | Super RTL | 29 juin 2004                                                | Monk                                                                              |
| Arabie saoudite    | MBC4 |                                                             |                                                                                   |
| Argentine          | Studio Universal |                                                             |                                                                                   |
| Australie          | Network Ten TV1 (en) (rediffusion) |                                                             |                                                                                   |
| Autriche           | ORF 1 |                                                             |                                                                                   |
| Belgique           | VTM (Communauté flamande) La Une (Communauté française) |                                                             |                                                                                   |
| Brésil             | Rede Record Hallmark Channel Universal Channel |                                                             | Monk, um detetive differente (Monk, un détective différent)                       |
| Bulgarie           | bTV GTV (Maintenant BTV Comedy) Diema Diema 2 | 3 janvier 2007 19 août 2008 22 septembre 2008 14 avril 2009 | Монк (Monk)                                                                       |
| Canada             | A-Channel, Citytv, TVA, Mystère |                                                             |                                                                                   |
| Chili              | Studio Universal |                                                             |                                                                                   |
| Chypre             | CyBC | 8 octobre 2006                                              | Ντετέκτιβ Μόνκ ("Detective Monk")                                                 |
| Colombie           | Studio Universal |                                                             |                                                                                   |
| Corée du Sud       | KBS 2TV & Fox |                                                             | 탐정 몽크 [Tam Jeong Monk] ("Detective Monk")                                     |
| Croatie            | Hrvatska Radiotelevizija |                                                             |                                                                                   |
| Danemark           | Canal+, TV 2 Charlie (rediffusion), TV 2 |                                                             | Detektiv Monk (TV 2 Charlie/TV 2)                                                 |
| Espagne            | Calle 13 Universal câble/satellite Canal 9 (Communauté valencienne) ETB 2 (Communauté autonome du Pays basque) 8TV (Catalogne) TVG (Galice) TVE Canarias (Îles Canaries) Telemadrid (Communauté de Madrid) | 2 janvier 2007                                              |                                                                                   |
| Estonie            | TV 3 | 6 septembre 2003                                            |                                                                                   |
| États-Unis         | USA Network (diffusion originale) Universal HD (syndication) | 12 juillet 2002                                             |                                                                                   |
| Finlande           | Canal+, YLE TV1 | 11 septembre 2004                                           |                                                                                   |
| France             | TF1, TV Breizh, TMC | 22 mars 2003                                                |                                                                                   |
| Grèce              | Star Channel, Universal Channel |                                                             | Ντετέκτιβ Μονκ ("Detective Monk")                                                 |
| Hong Kong          | TVB (Saison 5) | 18 décembre 2003                                            | 神探阿蒙 ("Detective Monk")                                                       |
| Hongrie            | TV2, Viasat3 |                                                             | Monk – Flúgos nyomozó ("Monk – un detective fou")                                 |
| Islande            | Stöð 2 |                                                             |                                                                                   |
| Inde               | STAR World, Fox Crime |                                                             |                                                                                   |
| Indonésie          | |                                                             |                                                                                   |
| Irlande            | RTÉ |                                                             |                                                                                   |
| Israël             | Israel 10, Hallmark, Star World |                                                             | מונק                                                                              |
| Italie             | Rete 4 Joi | 29 juin 2005 1er mai 2008                                   |                                                                                   |
| Jamaïque           | Television Jamaica | mai 2005                                                    |                                                                                   |
| Japon              | NHK BS-2 AXN Mystery | 30 mars 2004 Octobre 2006                                   | 名探偵モンク [Meitantei Monk] ("Monk, Le Grand detective ")                       |
| Kenya              | Kenya Television Network |                                                             |                                                                                   |
| Lituanie           | TV6 | 6 septembre 2003                                            | Detektyvas Monkas ("Detective Monk")                                              |
| Maroc              | 2M |                                                             |                                                                                   |
| Mexique            | 4tv, Studio Universal |                                                             |                                                                                   |
| Népal              | Star World |                                                             |                                                                                   |
| Norvège            | TV2 Zebra & Hallmark Channel | 19 février 2008                                             |                                                                                   |
| Nouvelle-Zélande   | Television 3 et SKY 1 (Maintenant "THE BOX") |                                                             |                                                                                   |
| Pakistan           | Star World |                                                             |                                                                                   |
| Pays-Bas           | SBS 6, Net5 & 13th Street | 6 décembre 2007                                             |                                                                                   |
| Philippines        | Star World | 1er juillet 2008                                            |                                                                                   |
| Pologne            | TVN, TVN Siedem, Canal+, Canal+ Film (rediffusion) Universal Channel (rediffusion) | 11 avril 2003                                               | Detektyw Monk ("Detective Monk")                                                  |
| Portugal           | TVI & FX |                                                             |                                                                                   |
| Roumanie           | Pro Cinema |                                                             |                                                                                   |
| Royaume-Uni        | BBC TWO (saison 1-6) Quest (rediffusion S1-S3) Hallmark Channel (rediffusion) ITV1 (Saison 7-) |                                                             |                                                                                   |
| Russie             | Perviy Kanal Telekanal Zvezda | 2006, saisons 1-3                                           | Дефективный детектив ("Un Detective défectueux") Детектив Монк ("Detective Monk") |
| Serbie             | RTS / TV Avala |                                                             | Детектив Монк ("Detective Monk") / Монк                                           |
| Slovaquie          | Markíza |                                                             |                                                                                   |
| Slovénie           | POP TV | 8 septembre 2004                                            |                                                                                   |
| Sri Lanka          | Star World |                                                             |                                                                                   |
| Suède              | Canal+ Film 1, Kanal 9 (rediffusion) & Comedy Central Sweden (rediffusion) | 8 avril 2003                                                |                                                                                   |
| Suisse             | SF zwei, 3+, RSI La 1, TSR 1, 4uTV |                                                             |                                                                                   |
| Taïwan             | Videoland & W Movie Channel | 14 juillet 2004                                             | Monk 神經妙探                                                                     |
| République tchèque | TV Nova |                                                             | Můj přítel Monk ("Mon ami Monk")                                                  |
| Thaïlande          | Star World |                                                             |                                                                                   |
| Turquie            | Dizimax, TNT Turkey |                                                             |                                                                                   |